# Río de Steinkjer
El río de Steinkjer o Steinkjerelva (en noruego: Steinkjerelva) es un corto, pero caudaloso, río de Noruega, de solo 2 km de longitud que discurre por el municipio homónimo de Steinkjer en el condado de Trøndelag. El caudal medio en la desembocadura es de 65 m³/s y el río drena toda la cuenca de Snåsavatnet, que comprende una superficie de 2143 km², que incluye el lago Snåsa, el sexto lago más extenso de Noruega.
Formalmente, el río Steinkjer se forma en Guldbergaunet por la confluencia del río Byaelva —de 3,2 km, emisario del pequeño lago Reinsvatnet y, aguas arriba, del lago Snåsa—y del Ogna —de 70,1 km, emisario del lago Lustadvatnet. Tras cruzar la homónima ciudad de Steinkjer el río desemboca en el fiordo de Beitstad, la parte interior del fiordo de Trondheim. La ciudad de Steinkjer, actual capital del condado de Trøndelag, se fundó en 1818 a ambos lados del río: la parte norte, Norsia y la sur, Sørsida. En 2011 contaba con 21.151 habitantes.
El río es cruzado por cuatro puentes, entre ellos uno de la Nordland Line y el Puente Sneppen de la ruta europea E6.